# Museu de Arte Moderna de Istambul
O Museu de Arte Moderna de Istambul (em turco: İstanbul Modern Sanat Müzesi), conhecido abreviadamente como İstanbul Modern ou İstanbulModern, é um museu de arte contemporânea situado em Tophane, distrito de Beyoğlu, Istambul, Turquia. Foi criado pelo Grupo Eczacıbaşı, um dos maiores grupos económicos da Turquia e foi inaugurado em 11 de dezembro de 2004. Apresenta sobretudo obras de artistas turcos, mas é frequente que as exposições temporárias incluam artistas estrangeiros. Foi o primeiro museu privado de arte moderna da Turquia.
O museu encontra-se instalado num antigo armazém alfandegário à beira do Bósforo e tem dois pisos. A sua área total é de 8 000 m². A coleção permanente, loja e restaurante ocupam o primeiro andar; no piso térreo encontram-se os espaços de exposições temporárias, cinema e biblioteca de arte. Uma das galerias é dedicada exclusivamente à fotografia e outra à arte videoarte.
O café e restaurante é muito popular, a ponto de alguma literatura turística o apontar como a principal atração do museu. Para isso contribuem não só a decoração, serviço e ambiente do espaço, mas também as vistas privilegiadas sobre o Bósforo e a península histórica do outro lado do Corno de Ouro, que se prolongam até ao Mar de Mármara.